# Georges Vacher de Lapouge
Grof Georges Vacher de Lapouge je bil francoski antropolog in teoretik evgenike ter rasizma. Poznan je kot ustanovitelj antroposociologije, ki je antropološka in socialna študija rase kot sredstvo za uveljavljanje superiornosti določenih ljudi.

## Kariera
Ni obiskoval osnovne šole, pisati in brati ga je učila njegova mati. Učil se je na Jezuitski univerzi v Poitiersu. Med obiskovanjem liceja ga je profesor seznanil s Herbertom Spencerjem in Charlesom Darwinom Leta 1879 je na Poitierski univerzi doktoriral iz prava. Magistriral je v Niortu. Kasneje je postal javni tožilec v Le Blancu. Nato je nadaljeval svoje izobraževanje na EPHE (École pratique des hautes études), izobraževalni inštituciji v Parizu, kjer je študiral zgodovino in filologijo. Učil se je tudi veliko jezikov, npr.: asirski jezik, egipčanščino, hebrejščino…
Svoje raziskave je začel objavljati v šolskih dnevnikih, med leti 1885 in 1886. Leta 1886 je bil imenovan za namestnika knjižničarja na univerzi Montpellier in učil je antropologijo. . Organiziral je brezplačen tečaj antropologije na fakulteti za naravoslovje, kjer je razvijal svoje ideje o teoriji dednosti in socialnih selekcijah. V letih 1887 in 1888 so bila njegova predavanja objavljena v Revue d'anthropologie, a mu kljub temu ni uspelo ustvariti katedre za antropologijo. Njegov tečaj je bil oktobra 1892 ukinjen, ker je bil takrat izključen, zaradi socialističnih aktivnosti ( financiral je francosko delovno stranko in imel kampanjo za župana Montpellierja). Po temu je delal kot knjižničar na Univerzi Rennes do upokojitve leta 1992.

## Družina
4. Septembra 1883 se je poročil s svojo sestrično Marie-Albertine Hindre, ki je bila takrat stara 17 let. Skupaj sta imela 4 otroke a je preživel le sin, Claude Vacher de Lapouge (kasneje dr. medicine in prava). 

## Delo
Bil je socialni darvinist in bil prepričan nad zmago Arijske rase nad Judi. Leta 1899 je objavil svoje lekcije pod naslovom L’Aryen Son Role Social ( vloga Arijca v družbi). Kar je doprineslo temeljne elemente antisemitizma. V svojih antropoloških delih je teoretiziral svoj rasistični pogled na svet. Belo arijsko raso (dolihokefalna rasa) je primerjal z brahikefalno (povprečno) raso. Klasificiral in hierarhično je razdelil različne tipe evropskih ras:
- Homo europeus; visok, plavolas (anglosaški ali nordijski), protestant, vodja, ustvarjalec
- Homo alpinus; predstavlja ga Turk ali prebivalec Auvergnijske regije v Franciji, “popoln suženj, boječ napredka”
- Homo contractus; ali Mediteranec utelešen v Andaluzijcu ter Neapolitancu, pripada nižjim rasam

Njegova rasna tipologija je bila zoološke narave zato predlaga, da se uporablja beseda etničnost za razločevanje skupnosti ljudi z različno raso vendar isto kulturo. Tako po njegovo Judje niso rasa vendar nacionalna skupina ali etnografska rasa. 
V svojih delih omenja tudi pomembnost rasnega faktorja v evoluciji civilizacije. To pomeni, da bi moralo biti čim več razmnoževanja znotraj iste rase, da ta ne izumre; če se razmnožuje z drugimi je ogroženo preživetje čiste rase. 
Darwinovo teorijo o naravni selekciji nanaša na moderne vojne. Pravi, da če je vojna faktor v selekciji med neciviliziranimi ljudmi, bodo najprej umrli najšibkejši. To pa je v nasprotju z modernimi vojnami, kjer je največja verjetnost, da bodo predhodno najprej umrli najbolj zdravi in sposobni posamezniki. Ob predvidevanje prihodnjih vojn v svetu, kjer "narodi postajajo preveliki in vesolje premajhno", meni, da militarizem evropskih narodov ob koncu 19. stoletja ogroža prihodnost celine in koristi Američanom in daljnega vzhodu.
V francoščino uvede izraz “eugenic”, ki predstavlja idejo o izboljšanju človeške rase s tem, da imajo lahko samo nekateri otroke. Vacher de Lapouge je podpiral teorijo evgenike Francisa Galtona, vendar jo je uporabil za svojo teorijo ras. Ideje Vacherja de Lapougeja so primerljive z idejami Henrija de Boulainvilliersa (1658–1722), ki je verjel, da so germanski Franki tvorili višji sloj francoske družbe, medtem ko so bili Galci predniki kmetov. Rasa je po njegovem mnenju tako postala skoraj sinonim za družbeni razred. Vacher de Lapouge je temu konceptu ras in razredov dodal tisto, kar je poimenoval selekcionizem, svojo različico Galtonove evgenike. Antropologija Vacherja de Lapougeja je bila namenjena preprečevanju družbenih konfliktov z opredelitvijo fiksnega, hierarhičnega družbenega reda.
Bacot v svojem delu komentira Lapouga in njegove ideje: nanaša se na nacionalno etničnost kljub temu, da ne verjame v čiste rase. Zagovarja evgenijo, katera naj bi varovala superiorno raso ali širila inferiorno raso.

## Publikacije
● (1878). Essai Historique sur le Conseil Privé ou Conseil des Parties. Poitiers: Impr. de A. Dupré.
● (1879). Du Patrimoine en Droit Romain et en Droit Français. Poitiers: Impr. de Marcireau et Cie.
● (1879). Essais de Droit Positif Généralisé. Théorie du Patrimoine. Paris: Ernest Thorin.
● (1885). Études sur la Nature et sur l'Évolution Historique du Droit de Succession. Paris: Ernest Thorin.
● (1896). Les Sélections Sociales. Paris: A. Fontemoing ("Social Selections").
● (1899). L'Aryen: Son Rôle Social. Paris: Albert Fontemoing ("The Aryan: his Social Role").
● (1909). Race et Milieu Social: Essais d'Anthroposociologie. Paris: Marcel Rivière ("Race and Social Background: Essays of Anthroposociology").

### Članki
● (1886). "L'Hérédité," Revue d'Anthropologie, pp. 512–521.
● (1887). "La Dépopulation de la France," Revue d'Anthropologie, pp. 69–80.
● (1887). "L'Anthropologie et la Science Politique," Revue d'Anthropologie, pp. 136–157.
● (1887). "Les Sélections Sociale," Revue d'Anthropologie, pp. 519–550.
● (1888). "De l'Inégalité Parmi les Hommes," Revue d'Anthropologie, pp. 9–38.
● (1888). "L´Hérédité dans la Science Politique," Revue d'Anthropologie, pp. 169–181.
● (1915). "Le Paradoxe Pangermaniste", Mercure de France, Tome 111, No. 416, pp. 640–654.
● (1923). "Dies Irae: La Fin du Monde Civilise," Europe (October 1): 59-61

### Dela prevedena v angleščino
● (1905). "Natural Selection and Social Selection," in Sociology and Social Progress. Boston: Ginn & Company, pp. 647–653.
● (1927). "Contribution to the Fundamentals of a Policy of Population," The Eugenics Review  (3), 192-7.
● (1927). "The Numerous Families of Former Times," The Eugenics Review, 198-202.
● (1928). "Race Studies in Europe," Eugenical News, 82-84.
● (1928). "The Nordic Movement in Europe," Eugenical News, 132-133.
● (1929). "Thoughts of Count of Lapouge," Eugenical News, 78-80.
● (1930). "From Count de Lapouge," Eugenical News, 116-117.
● (1932). "Post-War Immigration into France," Eugenical News, 94-95.
● (1934). "A French View," Eugenical News, 39-40.